# Сюй Исинь
Сюй Иси́нь (кит. 徐以新; 14 ноября 1911 года — 30 декабря 1994 года) — партийный и государственный деятель Китая. Выпускник Коммунистического университета трудящихся Китая. Участник группы 28 большевиков. Известен, как 29-й большевик, за свои отклонения от линии партии. Изменял свою политическую позицию, находясь между левым и правым крылом партии, поэтому группу «28 большевиков» иногда называют группой «28 с половиной большевиков». Посол Китайской Народной республики в Албании (1954—1957), Норвегии (1958—1962), Сирии (1962—1965) и Пакистане (1979—1982).

## Биография
Сюй Исинь родился 14 ноября 1911 года в уезде Сиань Цюйчжоуской управы (современный городской округ Цюйчжоу) провинции Чжэцзян. Участвовал в Шанхайском вооруженном восстании. Высшее образование получил в СССР. Учился в Москве в Коммунистическом университете трудящихся Китая имени Сунь Ятсена. В Москве вступил в группу «28 большевиков». За его политические шатания влево и вправо от линии партии, группу иногда называют «28 с половиной большевиков».
В 1930 году вступил в ряды Коммунистической партии Китая. После основания Китайской Народной Республики работал консультантом в министерстве иностранных дел. В августе 1952 года участвовал в работе китайской делегации в СССР во главе с Чжоу Эньлаем. Присутствовал на встрече Чжоу Эньлая со Сталиным.
В дальнейшем назначался послом Китайской Народной Республики в Албании (1954—1957), Норвегии (1958—1962), Сирии (1962—1965) и Пакистане (1979—1982). С января 1966 года занимал должность заместителя министра иностранных дел Китая.
В 1983 году Сюй был избран членом Постоянного комитета 6-го Национального комитета Народного политического консультативного совета Китая (НПКСК), потом на пять лет избирался членом седьмого Постоянного комитета НК НПКСК.
Сюй Исинь скончался 30 декабря 1994 года.